# آیت مخلوف
آیت مخلوف (به فرانسوی: Ait Makhlouf) یک منطقهٔ مسکونی در مراکش است که در سوس ماسه درعه واقع شده‌است.

## خصوصیات
آیت مخلوف ۵٬۲۸۵ نفر جمعیت دارد.